# Седеф Шахин
Седеф Шахин (на турски: Sedef Şahin) е турска актриса. Най-известната ѝ роля е на Джансу Илханлъ в сериала „Огледален свят“.

## Биография
Седеф Шахин е родена на 14 май 1992 година в Истанбул. Учи в школата за изкуства „Özel Pera Güzel Sanatlar Lisesi“. Участва в реклами, каталози и партнира в сериали. От 2007 до 2008 участва в Sevgili Dünürüm в ролята на Мине. През 2010 участва в шоуто Kraliçe Lear заедно с Йълдъз Кентер. През 2015 се снима в Acil Aşk Aranıyor в ролята на Ипек.

## Филмография
| Година      | Заглавие            | Роля   |
| 2003        | Patron Kim          |        |
| 2004        | Avrupa Yakası       |        |
| 2005 – 2006 | Belalı Baldız       | Йешим  |
| 2007 – 2008 | Sevgili Dünürüm     | Мине   |
| 2011 – 2012 | Adını Feriha Koydum | Джансу |
| 2012        | Emir'in Yolu        | Джансу |
| 2015        | Acil Aşk Aranıyor   | Ипек   |

## Реклами
- Demirbank
- Beymen
- Akbank
- Sprite
- Danette
- Eti Browni
- Lc Waikiki